# Антонівка (АРК)
Анто́нівка (крим. Antonivka, до 1956 року — Анто́ніновка, крим. Antoninovka) — село в Джанкойському районі Автономної Республіки Крим. Розташоване на сході району, входить до складу Просторненської сільської ради. Населення — 39 осіб за переписом 2001 року.

## Географія
Антонівка — маленьке село у степовому Криму в присивашші. Висота над рівнем моря — 6 м. Сусідні села: Стефанівка (1 км на північний схід), Апрелівка (2 км на захід) і Благодатне (2 км на південь). Відстань до райцентру — близько 30 кілометрів, найближча залізнична станція — Азовська (на лінії Джанкой — Феодосія) — близько 22 км.

## Історія
Село виникло на початку XX століття, оскільки вперше згадується у Статистичному довіднику Таврійської губернії за 1915 рік як село Антоніновка Ак-Шеіхської волості Перекопського повіту або 4-а ділянка Селянського поземельного банку.
За радянської влади, коли в результаті адміністративних реформ початку 1920-х років була скасована волосна система, село Антоніновка стало центром Антоніновської сільради Джанкойського району Кримської АСРР і було ним аж до ліквідації сільської ради у 1940 році.
Під час масового перейменування кримських топонімів у період з 1954 по 1968 рік Антоніновка була перейменована в Антонівку.